# 3057 Mälaren
3057 Mälaren este un asteroid din centura principală, descoperit pe 9 martie 1981, de Edward Bowell.